# محطة نهر بيند النووية

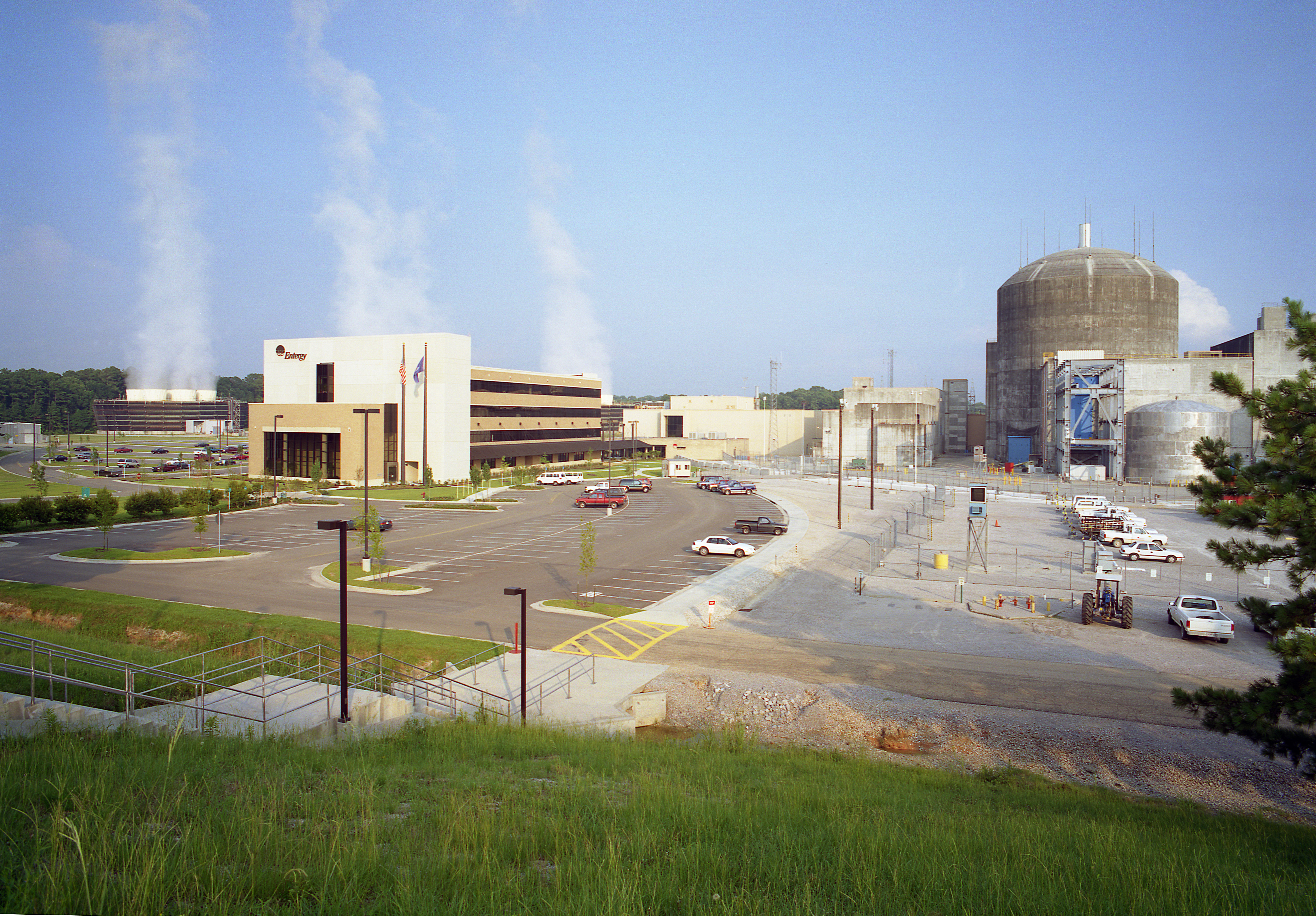
محطة نهر بيند النووية

محطة نهر بيند النووية هي محطة للطاقة النووية على موقع مساحته 3300 فدان (1300 هكتار) بالقرب من سانت فرانسيسفيل بمقاطعة سانت تشارلز (لويزيانا) على بعد حوالي 30 ميل (50 كم) شمال باتون روج.

## المكونات
يوجد بالمحطة مفاعل من الجيل السادس من قبل شركة جنرال إلكتريك ويعمل بواسطة الماء المغلي.

## القدرة
يبلغ إجمالي إنتاجه الكهربائي حوالي 1010 ميجاوات وبدأت العملية التجارية في 16 يونيو 1986.